# حمض ثنائي الكربوكسيل
الحمض ثنائي الكربوكسيل هو مركب عضوي يحوي مجموعتي كربوكسيل (COOH−) الوظيفية، وله الصيغة الجزيئية العامة HO2C−R−CO2H، حيث تمثل R الباقي الكربوني، الذي يمكن أن يكون أليفاتي أو عطري.
للأحماض ثنائية الكربوكسيل خواص وصفات كيميائية شبيهة بالأحماض الكربوكسيلية الأحادية. تستخدم الأحماض ثنائية الكربوكسيل في تحضير البوليميرات المشتركة مثل مركبات بولي أميد (متعددات الأميد) والبوليستر (متعددات الإستر).

## قائمة بالأحماض ثنائية الكربوكسيل الخطية والمشبعة
للأحماض ثنائية الكربوكسيل الخطية والمشبعة الصيغة العامة HO2C(CH2)nCO2H. تحوي هذه القائمة أبسط تلك المركبات:
| n  | الاسم الدارج   | تسمية IUPAC النظامية | البنية | pKa1  | pKa2  | PubChem |
| -- | -------------- | -------------------- | ------ | ----- | ----- | ------- |
| 0  | حمض الأكساليك  | حمض الإيثانديويك     |        | 1.27  | 4.27  | 971     |
| 1  | حمض المالونيك  | حمض البروبانديويك    |        | 2.85  | 5.05  | 867     |
| 2  | حمض السكسنيك   | حمض البوتانديويك     |        | 4.21  | 5.41  | 1110    |
| 3  | حمض الغلوتاريك | حمض البنتانديويك     |        | 4.34  | 5.41  | 743     |
| 4  | حمض الأديبيك   | حمض الهكسانديويك     |        | 4.41  | 5.41  | 196     |
| 5  | حمض البيميليك  | حمض الهبتانديويك     |        | 4.50  | 5.43  | 385     |
| 6  | حمض السوبريك   | حمض الأوكتانديويك    |        | 4.526 | 5.498 | 10457   |
| 7  | حمض الأزيلايك  | حمض النونانديويك     |        | 4.550 | 5.498 | 2266    |
| 8  | حمض السيباسيك  | حمض الديكانديويك     |        |       |       | 5192    |
| 9  |                | حمض الأونديكانديويك  |        |       |       | 15816   |
| 10 |                | حمض الدوديكانديويك   |        |       |       | 12736   |

## افرأ أيضاً
- حمض كربوكسيلي